# Chalcides chalcides
Chalcides chalcides е вид влечуго от семейство Сцинкови (Scincidae).

## Разпространение
Видът е разпространен в Алжир, Италия, Либия и Тунис.